# Neoclimenes holthuisi
Neoclimenes holthuisi is een garnalensoort uit de familie van de Palaemonidae. De wetenschappelijke naam van de soort is voor het eerst geldig gepubliceerd in 2010 door Mitsuhashi, Li & Chan.